# Établissements Carde
Les Établissements Carde sont une ancienne société industrielle française dont le siège social était à Bordeaux, dans le quartier de La Bastide, créée en 1860 par Gustave Carde.

## Histoire

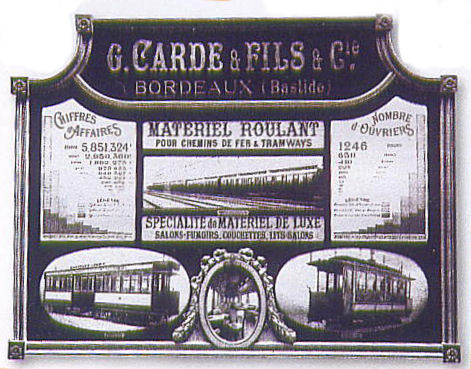
Affiche Gustave Carde et Fils et Cie.

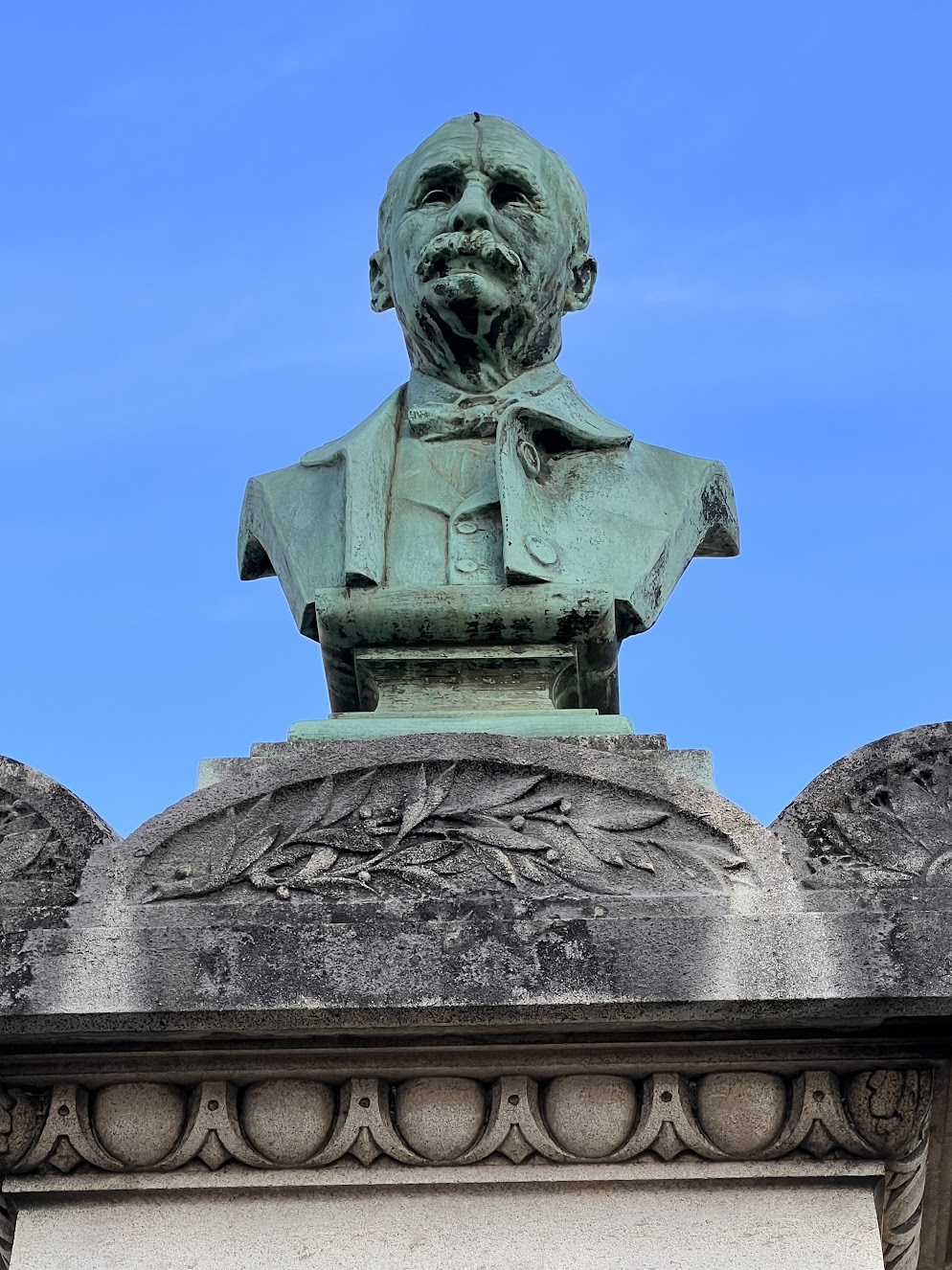
Gustave Carde.

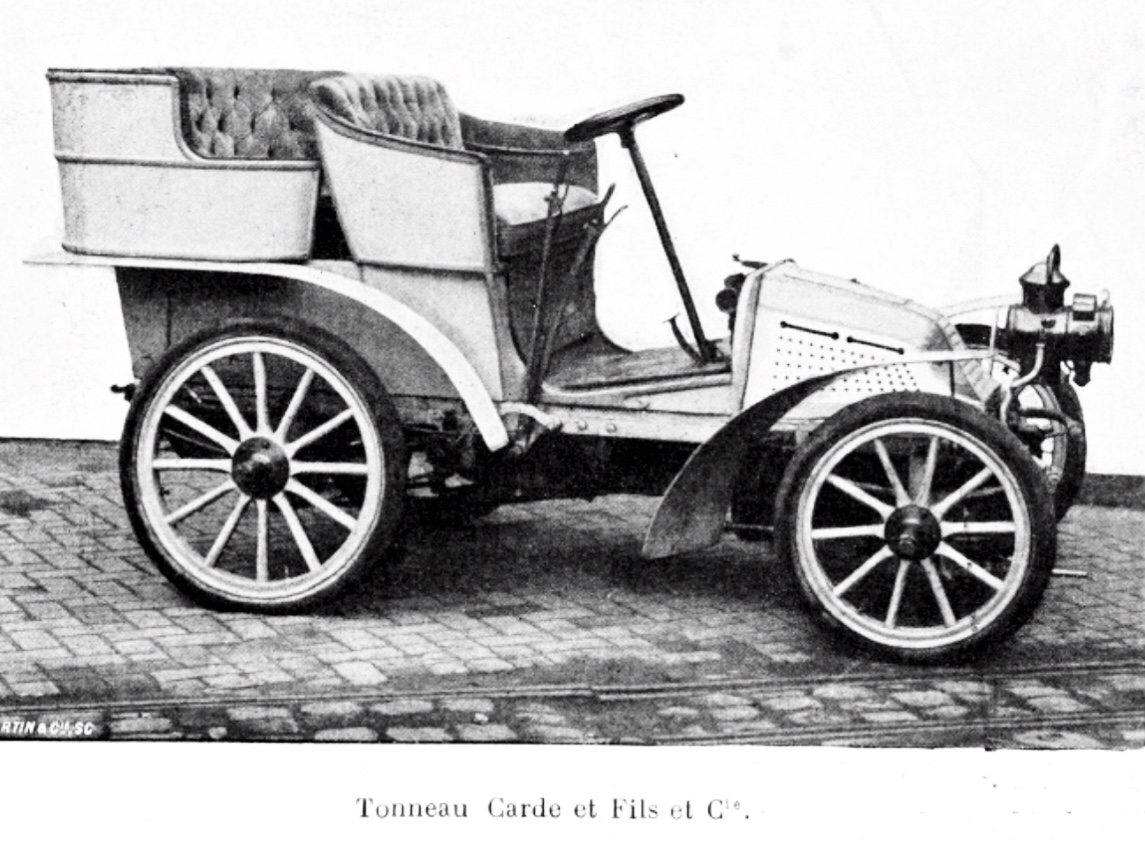
Tonneau Carde 1902

Les Établissements Carde ont été créés en 1860 par Gustave Carde, menuisier devenu carrossier célèbre. La société a produit des tramways, autobus, automobiles, camions, ainsi que du matériel ferroviaire pour la SNCF (locomotives, wagons, chasse-neige), d'abord en bois, puis en métal.
La gamme automobile Carde de 1902 comprenait un grand choix pour les clients.
La gamme de moteurs est passée de 5 ch, 6 ch, 8 ch, 12 ch au moteur de 24 ch. La construction était protégée par le règlement S.G.D.G.. Un véhicule a été particulièrement convaincant lors de la course de côte (du 24 novembre au 01 décembre 1902), organisée par l’Automobile Club bordelais.

La maison Carde a également construit plusieurs pavillons de l'Exposition Universelle de 1900 à Paris, ainsi que toute sa décoration, les vitrines de l’Exposition de Bordeaux de 1895, la villa Arnaga d'Edmond Rostand en 1903 (aujourd'hui musée Edmond Rostand) des grues pour le port de Bordeaux, ainsi que des maisons en bois et des cabanons préfabriqués pour l'armée. En 1896, l’usine crée sa société de prévoyance pour les ouvriers et distribue un intéressement aux bénéfices.
Pendant la Première Guerre mondiale, elle produit des obus VB ainsi que des avions.
L'entreprise s'associe en 1920 avec les ateliers des frères Escoriaza à Saragosse pour construire du matériel ferroviaire en Espagne, sous le nom de Carde y Escoriaza, et devient l'un des principaux constructeurs espagnols de trains, de tramways et de métros, fournissant les transports publics de Saint-Sébastien, Irún, Madrid, Leganés, Barcelone, Valence, Séville, Majorque, Saragosse, Cadix, Grenade, Murcie, Gijón, Bilbao, Linares et Valladolid. L'entreprise fusionne en 1969 avec Construcciones y Auxiliar de Ferrocarriles (CAF). Son usine historique à Saragosse est toujours en activité.
Elle s'allie également avec Ford dans les années 1920 pour inventer le système de carrosserie Fregoli.

## Dirigeants
| Nom                                      | Mandat    |
| ---------------------------------------- | --------- |
| Gustave Carde                            | 1860-1909 |
| Paul Carde                               | 1909-1934 |
| Gustave et Maurice Carde, André Jauffret | 1934-1969 |

## Ateliers et usines
- 1860 : Atelier de menuiserie, rue Condillac à Bordeaux
- Usine Au pont de Bordeaux, 16 quai Deschamps (bois, bureaux d'écoliers, parquets, cuves et foudres, charpentes et chalets)
- 1883 Usine à vapeur au 17, quai Deschamps à Bordeaux
- 1883 : Succursale au 17, cours du chapeau-rouge à Bordeaux
- 1894 : Usine de menuiserie et de matériel ferroviaire, 33 quai de Queyries à Bordeaux, qui a cessé ses activités en 1970[4]
- 1894 : École d’apprentissage qui forme des menuisiers, charpentiers, ajusteurs, mécaniciens, vernisseurs et tapissiers, 33 quai de Queyries à Bordeaux[3]
- 1922 : Usine de construction métallique rue Gustave Carde, à l'emplacement actuel du Jardin botanique de Bordeaux, démolie dans les années 1990[5]Rue Gustave Carde à Bordeaux

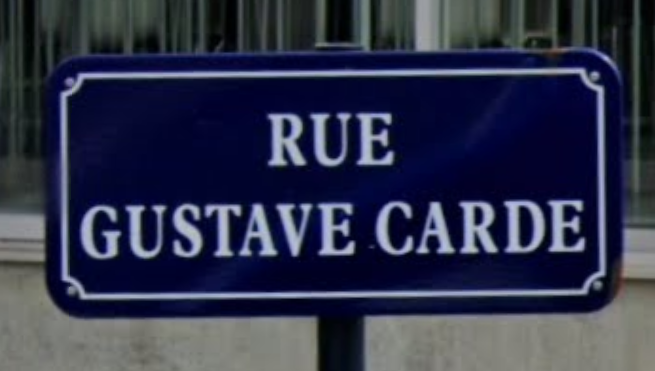
Rue Gustave Carde à Bordeaux

## Matériel ferroviaire encore en service
- Les Z 200 : chasse-neige automoteurs à traction électrique et alimentés par troisième rail. Ils ont été obtenus par transformation de deux fourgons (no 8 et 9 du Midi renumérotés 308 et 309 par la SNCF) construits par les Établissements Carde à Bordeaux en 1908-1909. Ils sont aujourd'hui encore en service sur la ligne de Cerdagne, aussi appelée train jaune.
- Les Z 100 : automotrices à voie métrique, construites entre 1908 et 1912 pour la ligne de la Cerdagne. Ces automotrices, plusieurs fois rénovées sont aujourd'hui centenaires et circulent quotidiennement entre Villefranche Conflent et La Tour de Carol. Elles constituent la série la plus ancienne de véhicules ferroviaires en service à la SNCF.
- Wagons du tramway du Cap-Ferret[6]

## Ancien matériel ferroviaire
- Voitures du Tramway de Nice et du Littoral no 501 à 520 livrées en 1901 (fermés aux extrémités) et N° 813 à 822, livrées en 1905 (ouvertes, type « baladeuse »).
- Automotrices électriques M 1 à 6, type BB, à bogies, construites avec Schneider en 1920, des Chemins de fer de Camargue
- X 200 (CFC), carrossage des autorails des chemins de fer de la Corse.

## Bâtiments
- Gare de Cauterets, réalisée en bois par Carde à Bordeaux, l'édifice est envoyé en pièces détachées où il est remonté par l'entrepreneur Médévielle en 1898. Réalisé en pichepin, le bâtiment est tout en longueur. Une marquise, qui protège le quai latéral, est disposée sur toute sa longueur. Il fait l'objet d'une protection au titre des monuments historiques en 1981, est restauré et réaménagé dans les années 1990, et est depuis utilisé comme gare routière, et salle de concerts et spectacles.